# Soixante-Six
 (septembre 2024).
- Si vous ne connaissez pas le sujet, laissez ce bandeau (vous pouvez alors contacter les auteurs).
- Si vous supprimez le contenu mis en cause (vous pouvez préalablement contacter les auteurs),

argumentez précisément cette suppression dans la page de discussion
(un manque de référence n'est pas un argument ; une recherche réelle de référence doit avoir été effectuée, être formellement documentée).
Soixante-Six est une série de Michel J. Lévesque publié aux éditions des Intouchables.
La série comporte présentement quatre tomes :
1. Les Tours du château, 2009
2. Le Cercueil de cristal, 2009
3. Les Larmes de la sirènes, 2010
4. Les billes d'or, 2011

## Les tours du château
Tout commence lorsqu'un scientifique infecte un laboratoire de ShattamPharma, tuant tous les membres en les transformant en zombies. Cependant, l'infection ne s'arrête pas là et continue jusqu'à ce que la pandémie se répande dans la ville de Hasting Horizon en Californie. Le gouvernement des États-Unis décide de reprendre les choses en main en décidant d'envoyer une missile nucléaire pour effacer les dernières traces du virus dans la ville. Mais contrairement à ce que l'on pense, le virus a survécu et commence à se répandre à Los Angeles et à San Diego.

## Le Cercueil de cristal
Six mois après la destruction de Hasting Horizon, le gouvernement des États-Unis essaie de contenir la pandémie qui fait rage dans la moitié des États-Unis à la frontière du Canada et du Mexique. Mais le virus a infiltré Shanghai, Pékin et Tokyo en transformant tous les infectés en zombies. Malheureusement, les responsables de la pandémie contrôlent les pays qui sont pris dans le chaos du virus. Une année après, le continent de l'Amérique est sous contrôle des zombies, en même temps que la moitié de l'Asie et de l'Afrique. L'Europe est le dernier continent sous contrôle de l'OTAN et des derniers gouvernements survivants qui tentent de contrôler la pandémie dans le continent. Mais les responsables de la pandémie ne s'arrêteront que lorsque toute la civilisation sera détruite.

## Les Larmes de la sirène
William Shattam, président et fondateur de la société multinationale Shattam Internationale Inc., a découvert le Zharvirus avec ses fils Leonard et Zachary par des chercheurs qui tentent de trouver le vaccin contre le cancer. Mais la famille Shattam a de grandes ambitions pour le virus. Leonard Shattam, chercheur et fondateur de ShattamPharma, modifie le virus pour qu'il transforme les personnes infectées du virus en zombies. Avec cela, ils peuvent dominer le monde en le reconstruisant à leur façon.
Deux ans plus tard sur le continent européen, 4 missiles remplis de Zharvirus frappent la ville de Paris, Berlin, Kiev et Bruxelles et infecte les gens à proximité de ces cités. La France , l'Allemagne, la Belgique et l'Ukraine sont désormais sous domination des zombies et l'armée de l'OTAN doit se replier vers l'Italie et l'Espagne, les derniers pays résistants de la pandémie. Le gouvernement composé d'américains, de britanniques, et d'Italiens ordonne à la population de repousser les morts-vivants en les abattant avec des armes. Mais cela n'a fait que empirer. Après 7 mois de combats contre les morts-vivants, l'armée de l'OTAN a disparu et le gouvernement a été dissous. Désormais, les survivants ne doivent que vivre en solidaire pour survivre.
Cependant, les mercenaires de la société Shattam Internationale Inc. commencent à nettoyer les pays infectés pour établir leur empire.

## Les billes d'or
Autour du monde, des groupes de personnes créent un réseau de résistances capable de détruire et de renverser la multinationale responsable de la pandémie. 